# 이탈리아령 몬테네그로
몬테네그로주(이탈리아어: Governatorato del Montenegro 고베르나토라토 델 몬테네그로[*])는 1941년 10월부터 1943년 9월까지 존속한 이탈리아 왕국의 점령지이다. 유고슬라비아 침공 이후 이탈리아는 준독립적인 몬테네그로 왕국을 세우기 위해 계획되었지만 1941년 7월 13일 파르티잔, 체트니크 주도 봉기로 인해 영구 보류되었다. 1943년 9월 이탈리아가 연합국에 항복하자, 그 자리를 나치 독일이 차지하여 괴뢰국을 세웠다.